# Fernando I de Nápoles
Ferdinando I de Aragão (Valência, 2 de junho  de  1424 – Nápoles, 25 de janeiro de 1494), mais conhecido como Ferrante I ou Dom Ferrando, foi rei da Sicília e rei de Nápoles. Era filho bastardo de Afonso V de Aragão com sua amante Giraldona Carlino.
Casou em 1444 com Isabel de Clermont (morta em 1465) filha de Tristão de Clermont, conde de Copertino; e em 1476 com  a infanta Joana de Aragão.
Rei da Sicília peninsular em 1458, o pai legou-lhe a conquista napolitana mas foi combatido pelo Papa Calisto III que, em função da bula de enfeudação de 1265, argumentou com sua bastardia para contestar seus direitos em 1458.
O Papa Pio II lhe deu a investidura e o apoiou contra a casa de Anjou que, representada por João da Calábria, filho do rei René, desembarcou em Vulturna (1459) e venceu a batalha de Sarno em 7 de Julho de 1460, vendo suas pretensões arruinadas pela derrota de Troia em 18 de Agosto de 1462 e desaparecendo em 1470.

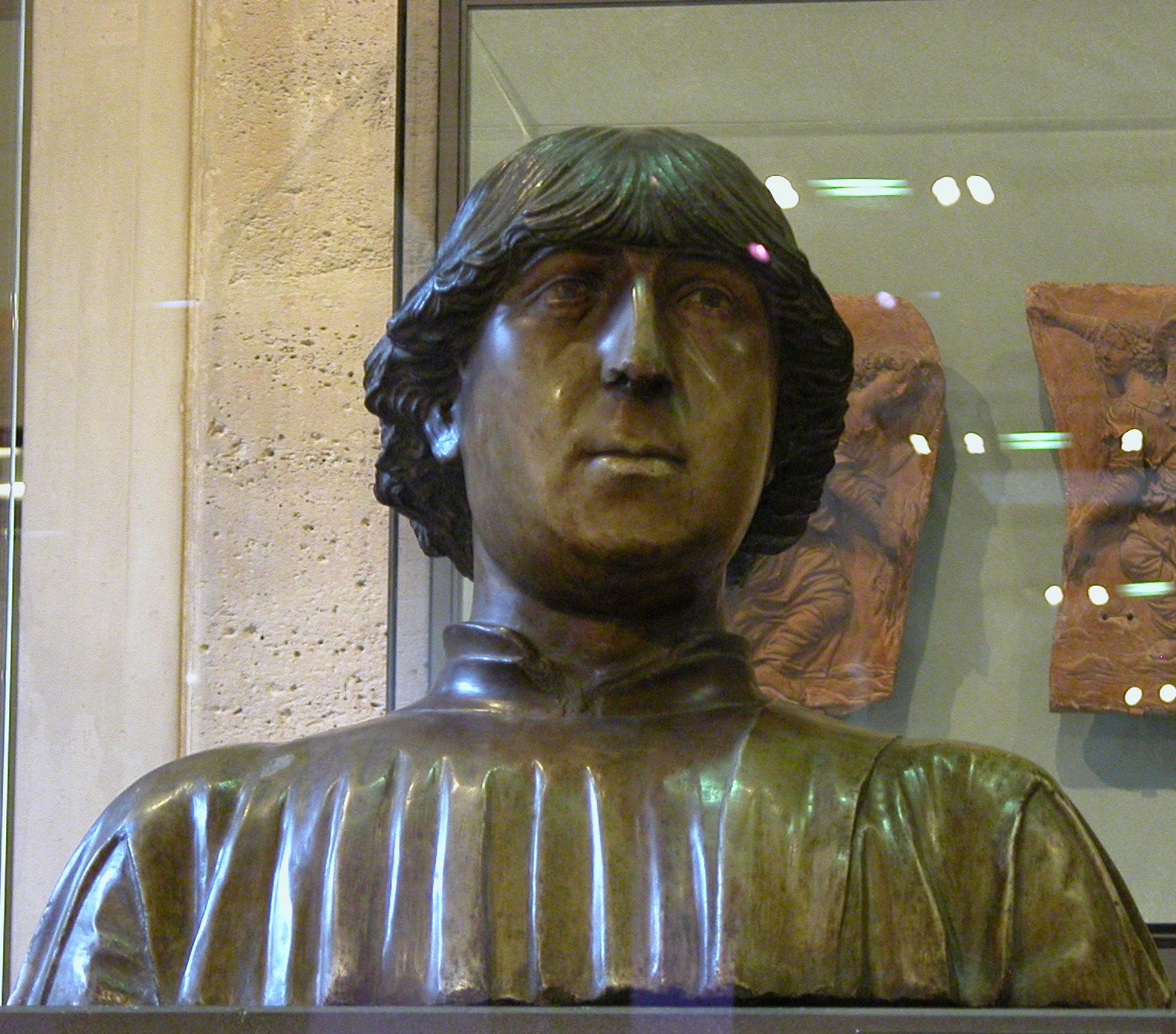
Ferdinando I, busto no Museu do Louvre

Ferrante teve que lutar a seguir contra a nobreza instável do reino. Depois da conspiração dos Pazzi e de sua repressão, declarou guerra à República Florentina em 1479, assinou uma paz separada em 1480. Combateu ainda os turcos que tomaram Otranto em 1480 sendo expulsos em 1481. O rei teve que ceder numerosos privilégios à República de Veneza, por esta ameaça.
Tendo necessidade de tropas, utilizou condottieri, entre os quais Iacopo Piccinino, que mandou executar (1465) e Frederico de Montefeltro.
Para reforçar a autoridade real, limitou as imunidades eclesiásticas, desenvolveu a centralização monárquica, derrotou duas vezes as revoltas dos barões e mandou-os prender de surpresa. Introduziu a imprensa em Nápoles em 1474. Protegeu artes e letras, fez recopiar numerosas obras, favoreceu o comércio e a criação de gado mas foi detestado por sua perfídia e crueldade. Morreu quando Carlos VIII de França, herdeiro dos Anjou, preparava a invasão.